# TCAD
TCAD（ティーキャド、英: technology CAD）は、プロセスシミュレータとデバイスシミュレータと回路シミュレータを統合したもの。回路シミュレータを除いて、プロセス・デバイスシミュレータの統合の場合もある。
通常、10日から数カ月かかる半導体プロセスを、計算機上でシミュレートし、目的の条件を示す半導体素子の構造とその作成条件の最適化を行う技術のことである。

## 歴史
最初の商業用TCADはTMA社によるものである。スタンフォード大学のダットン教授が開発したプロセスシミュレータ（SUPREM、SUPREM3、SUPREM4）とデバイスシミュレータ（PISCES）をベースに、TMA社は、TSUPREM4とMEDICIをリリースした。これが1979年のことである。1989年には、シルバコ・インターナショナル社がスタンフォード大の同シミュレータをベースにプロセスシミュレータATHENAとデバイスシミュレータATLASによるTCADを発表した。同年、スイスのISE社はプロセスシミュレータDIOSとデバイスシミュレータDESSISによるTCADの発表を行った。これら3社がTCADの3大メーカである。当初は1次元2次元のプロセスシミュレータであったが、フロリダ大学で開発された3次元プロセスシミュレータFLOOPSがISE社で商用化され、より実際のプロセスで実際の構造が構築できるようになった。
しかし、半導体ベンチャー企業は、莫大な設備投資のかかる半導体プロセスラインを持つことなく、外部のファウンダリーを利用することが多く、通常のCADと同等の数が売れるわけではなく、他のCADソフトの様に販売後の保守費用で利益を上げるビジネスモデルが成立しにくい状況となった。そのため、TMAは1998年にアヴァンティ社に買収。その後、2001年にアヴァンティ社はシノプシス社に買収され、ISE社も2004年にシンプシス社に買収された。
現在、シノプシス社は、旧TMAのTCADの販売を中止し、旧ISE社のTCADを中心に販売しており、TCADの主要メーカは2社となっている。
日本国内のメーカーでは、現在アドバンスソフト（株）でTCADの開発・販売が行われている。

## 主なメーカと製品
- Sentaurus Device Simulator と Sentaurus Process Simulator（シノプシス社）
- ATLAS と ATHENA（シルバコ社）
- Advance/TCAD(アドバンスソフト(株))

## 関係項目
- 集積回路設計
- デバイスシミュレーション
- 回路シミュレーション
- EDA
- シミュレーション